# Andrzej Mikołaj Dera
Andrzej Mikołaj Dera (Ostrów Wielkopolski; 10 de Setembro de 1961 — ) é um político da Polónia. Ele foi eleito para a Sejm em 25 de Setembro de 2005 com 7520 votos em 36 no distrito de Kalisz, candidato pelas listas do partido Prawo i Sprawiedliwość.